# المساحة (ولد ربيع)

تعديل مصدري - تعديل

المساحة هي إحدى قرى عزلة قيفه ال مهدي بمديرية ولد ربيع التابعة لمحافظة البيضاء، بلغ تعداد سكانها 33 نسمة حسب تعداد اليمن لعام 2004.